# Contamination du milieu marin par les plastiques

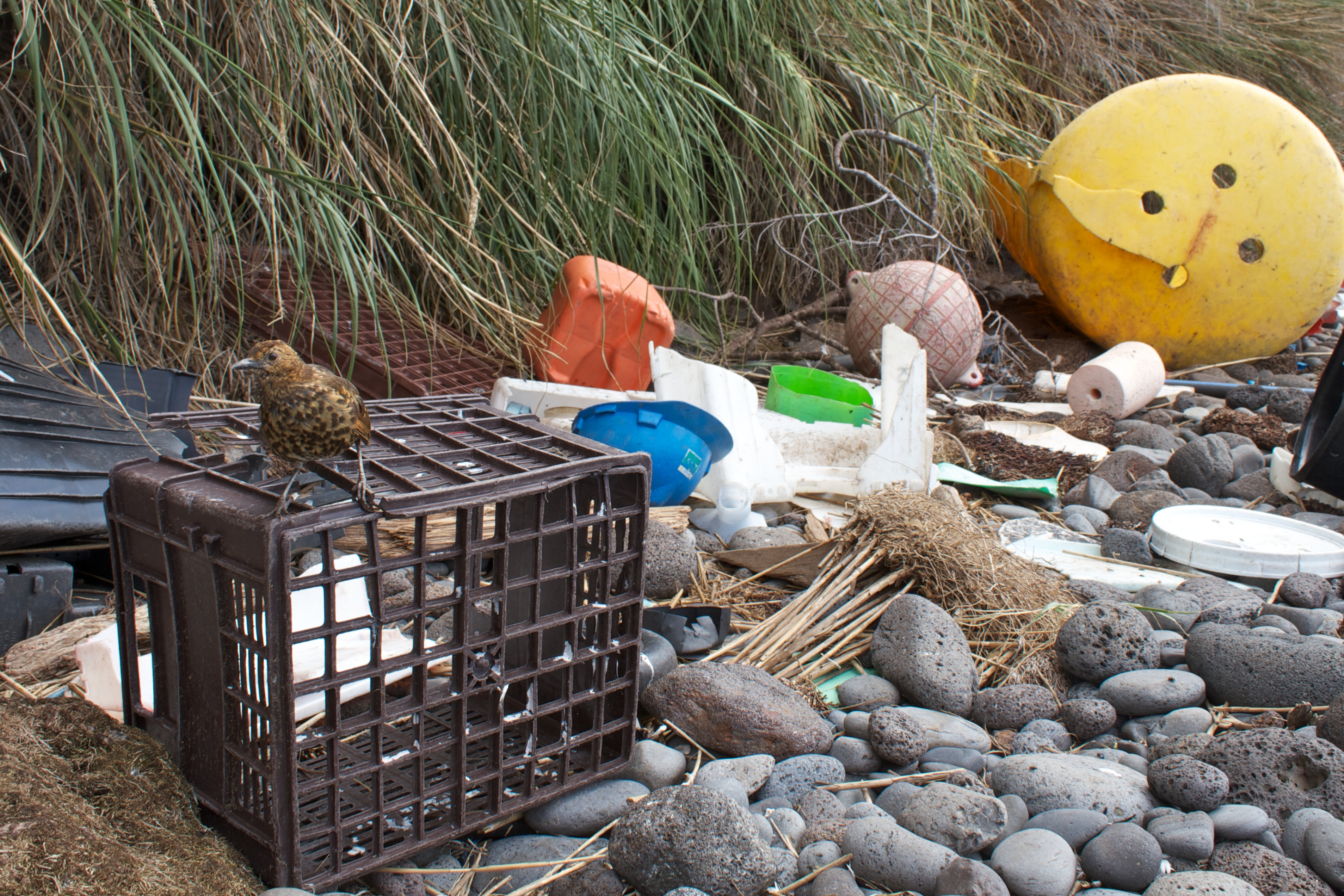
Grive de Tristan (Nesocichla eremita) perchée sur des déchets plastiques, sur le littoral de l'Île inaccessible (île inhabitée de l’archipel Tristan da Cunha, en plein Atlantique Sud)

La contamination du milieu marin par les plastiques est une pollution marine par des macrodéchets et microdéchets en plastique.
Le plastique occupe une part dominante et croissante des déchets solides trouvés en mer. Le plastique étant peu dégradable, 80 % des débris marins seraient maintenant en matière plastique. On en trouve maintenant des particules dans toutes les mers du monde, à toutes les profondeurs et dans de nombreux organismes. En 2010, sur 275 millions de tonnes de déchets plastiques produits dans le monde, 31,9 millions sont mal gérées (ni enfouis, ni brûlés, ni recyclés), 8 millions finissent en mer alors que la masse de plastique flottant estimée n'est que de 236 000 tonnes. La majorité est invisible car elle forme des microdéchets de 20 μm de taille, ce qui explique que l’écrasante majorité de ces microplastiques, loin de flotter à la surface, restent introuvables.
« Le taux mondial moyen de déchets plastiques sur les plages est le plus élevé, avec 2 000 kg/km2 ; sur le plancher océanique il est de 70 kg/km2, et à la surface de la mer il est inférieur à 1 kg/km2 ». Pour résoudre ce problème, il faudrait des programmes d'éducation et de sensibilisation, des lois et des politiques strictes et l'application des lois pour les institutions gouvernementales et privées.
La problématique a attiré l'attention internationale avec la découverte du vortex de déchets du Pacifique Nord (énorme étendue au large nord d'Hawaï), une accumulation de plastiques flottants. Ce vortex, lié à la lenteur de dégradation de cette matière est l'un des effets visibles des activités humaines sur tous les océans, mais il n'est que la partie émergée du problème (on n'y trouve en effet qu'environ 1 % des déchets flottants ou en suspension).
En 2017, 88 à 95 % de ces plastiques (d'origine fluviale uniquement) proviendraient des dix plus grands fleuves du monde irriguant et drainant les zones les plus peuplées de la planète : le fleuve Bleu, l'Indus, le fleuve Jaune, le Hai He, le Nil, le Gange, la Rivière des Perles, l'Amour, le Niger, et le Mékong,.
Les macrodébris à la dérive sont colonisés par des bactéries, microalgues et autres organismes, formant un écosystème artificiel, et parfois un « radeau » pour espèces invasives. Ce biotope artificiel (élément de la plastisphère) riche en bactéries peut être un cheval de Troie pour des espèces pathogènes du genre Vibrio, qui transmettent une charge pathogène aux poissons et peuvent contaminer l'homme à travers la chaîne alimentaire.

## Histoire des apports de plastique en mer

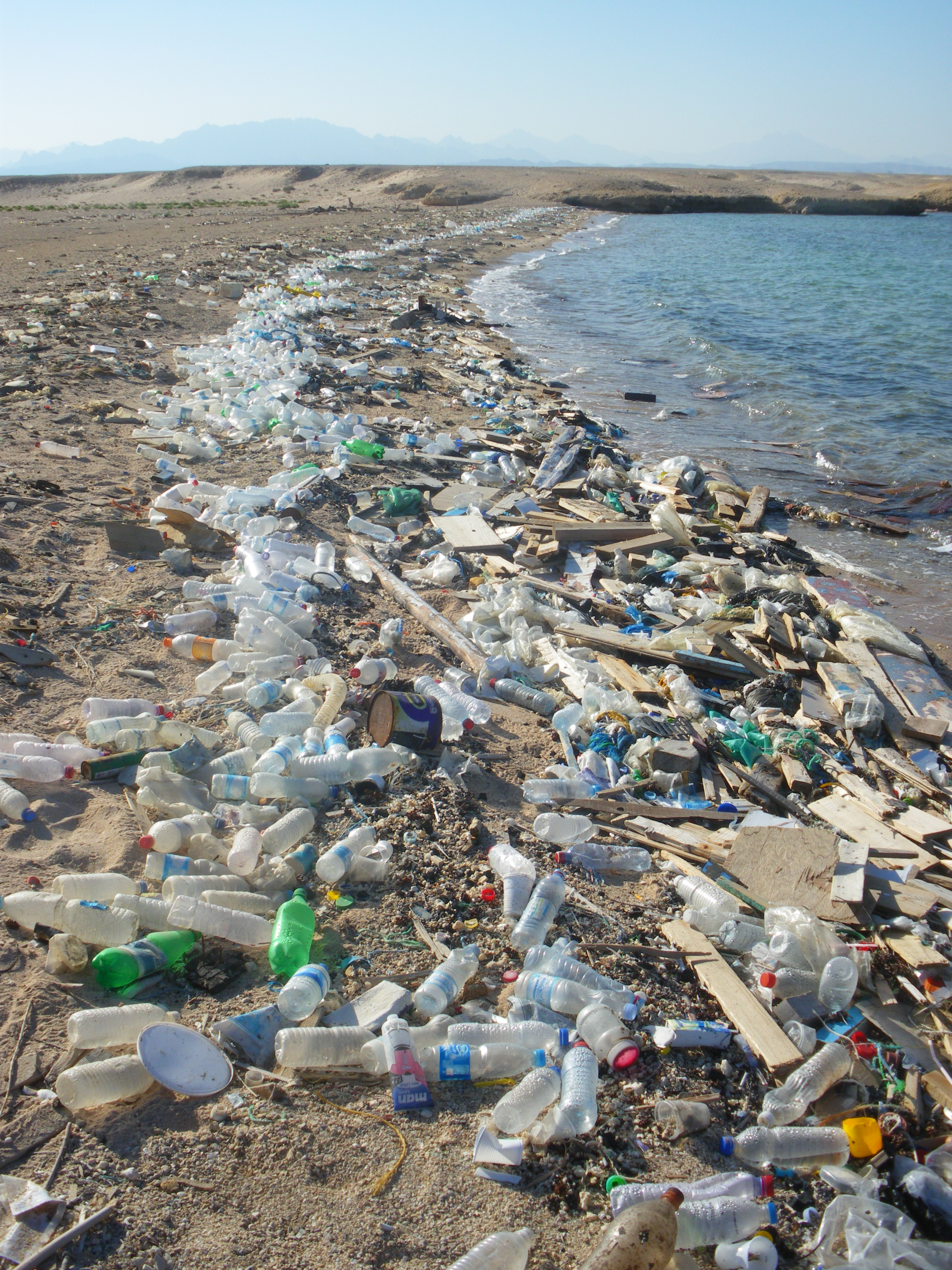
Déchets plastiques grossiers sur les rives de la mer Rouge (près de Safaga, Égypte)

L'apport croissant de plastique dans les écosystèmes marins « reflète la prévalence accrue des plastiques dans la société et reflète la durabilité et la persistance élevées des plastiques dans l'environnement ». Le plastique a été inventé il y a plus d'un siècle, mais sa production industrielle et de masse ne date que du début des années 1950. La plastique n'a significativement commencé à s'accumuler en mer que depuis la fin de la Seconde Guerre mondiale, et plutôt depuis les années 1960.
En 1988 on en produisait déjà 30 millions tonnes/an puis huit fois plus (265 millions t/an) douze ans plus tard (en 2010, selon PlasticsEurope). Au début du XXIe siècle, 8 % du pétrole produit est transformé en plastique.
Le nombre de publications scientifiques sur ce sujet augmente régulièrement, préparant et accompagnant la prise de conscience du grand public : Kenyon & Kridler, sont les premiers, en 1969, à documenter des cas d'ingestions mortelles de débris ou objets de plastique par des albatros puis, des années 1970 à 2010, le nombre d'articles augmente régulièrement, avec deux pics de publication en 1985 et 1987, respectivement expliqués par la publication des actes de la 1re Conférence internationale sur les débris marins et une édition spéciale du Marine Pollution Bulletin sur ce thème à la suite d'un Symposium international en 1986. Au moins 561 articles ont été publiés dans le monde en 40 ans sur le sujet, par 192 journaux scientifiques différents, pour atteindre plus de 70 articles/an en 2010. Il faut attendre le début des années 1970 pour que des travaux scientifiques alertent sur la constitution d'amas flottant à la surface des océans Atlantique et Pacifique et bien plus tard pour ce qui concerne les déchets de plastique présents en subsurface ou dans la colonne d'eau.
Le plastique étant peu dégradable, 80 % des débris marins seraient maintenant en matière plastique.

## Étendue de cette pollution
Tous les océans sont touchés, mais cette pollution est la plus visible sur certains littoraux et dans quelques gyres océaniques. L'hémisphère nord est à ce jour plus concerné.
Les parties les plus profondes de la mer sont également touchées, et pas uniquement par des microplastiques (un sac en plastique a été photographié dans la fosse des Mariannes à près à environ 11 km de profondeur, dans le Pacifique. Et en observant des photos faites durant des milliers de plongées de submersibles durant 30 ans, on a constaté que 30 % environ de tous les déchets visibles dans l'océan profond étaient des plastiques (presque toujours un objet à usage unique) ; dans 17 % des cas, les images montrent des anémones de mer ou d'autres animaux empêtrés ou interagissant avec ces débris de plastique.

## Origine de la pollution plastique

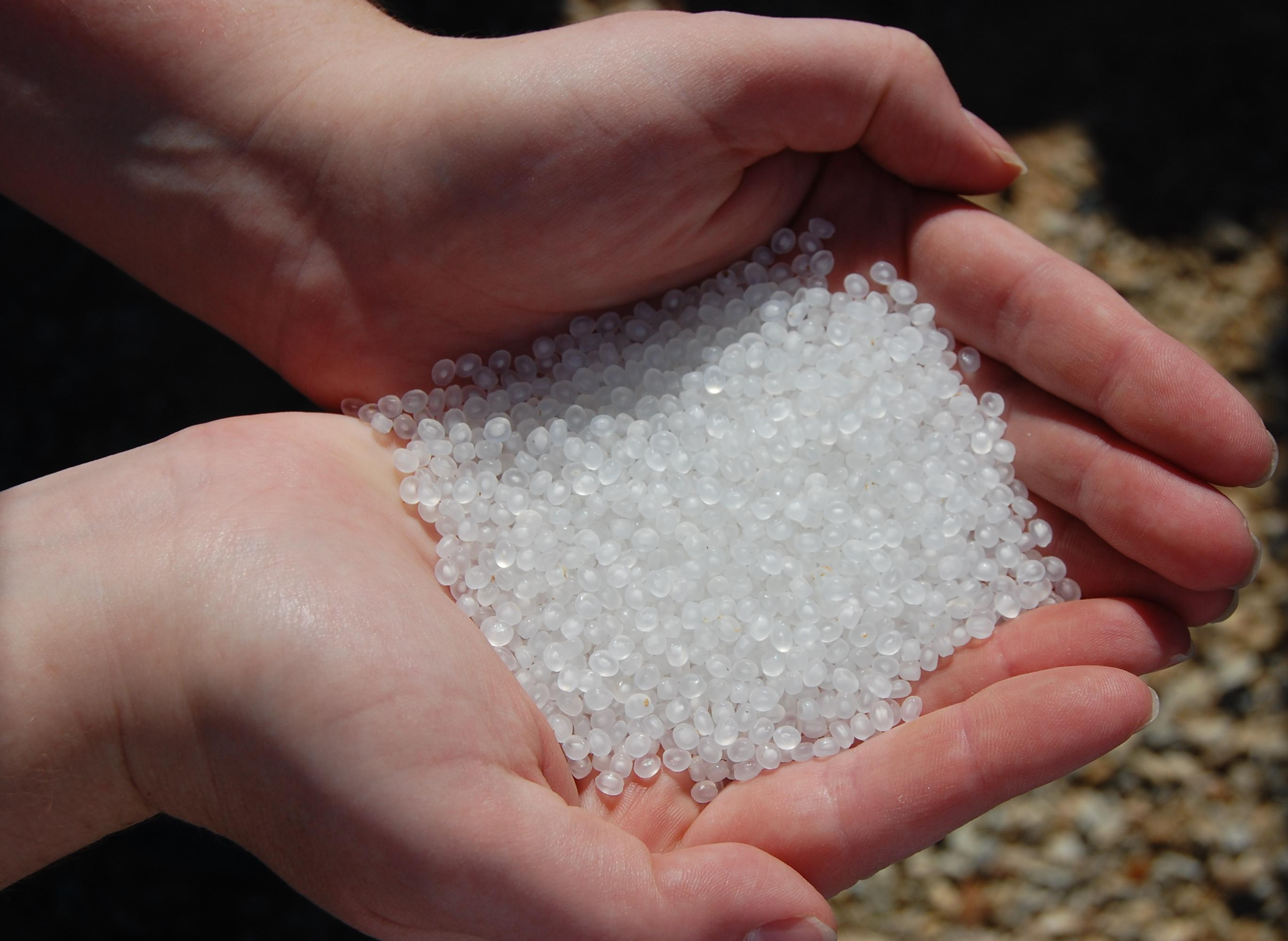
Granulés plastiques tombés d'un véhicule à Pineville en Louisiane (États-Unis).

Selon la base de données sur les déchets marins en eau profonde et les études disponibles, de 60 à 80 % des débris marins sont d’origine terrestre principalement des déchets ménagers (le reste provient notamment de l’industrie de la pêche). Les débris marins les plus courants sont constitués de matières plastiques et synthétiques qui ont des effets désastreux sur la faune marine.
Les déchets ménagers, agricoles, halieutiques, industriels et municipaux contiennent une part croissante de plastique, mal collectée et mal recyclée et partiellement valorisée thermiquement. S'y ajoutent les déchets transportés par les inondations, et les déchets générés par les guerres ou par des catastrophes naturelles (cyclones, tsunamis notamment). Ce sont ainsi environ 8 millions de tonnes de plastique par an qui arrivent en mer par an ; et si la tendance se poursuit, cette masse pourrait atteindre 50 à 130 millions de tonnes en 2050, en raison surtout d'une consommation croissante de plastique dans les pays émergents qui n’ont pas encore d'infrastructures de collecte et de recyclage adéquates.

Circulation thermohaline et vortex de déchets du Pacifique Nord : L'essentiel des plastiques rejetés en mer depuis leur création y est encore.

En 2017, 88 à 95 % de ces plastiques proviendraient des dix plus grands fleuves du monde irriguant et drainant les zones les plus peuplées de la planète : le fleuve Bleu, l'Indus, le fleuve Jaune, le Hai He, le Nil, le Gange, la Rivière des Perles, l'Amour, le Niger, et le Mékong,.
90 % des déchets plastiques polluants les océans proviennent de huit fleuves situés en Asie et deux fleuves situés en Afrique,. La source la plus importante de pollution est le fleuve Yangzi en Chine, qui déverse 1,5 million de tonnes de plastique vers la mer Jaune chaque année. Cette pollution est liée à l'absence de bonnes infrastructures pour traiter les déchets (voir aussi Courbe environnementale de Kuznets). Une partie de la pollution est également constituée de matériel de pêche.

## Répartition

### Répartition géographique
Des millions de tonnes de microplastiques se déplacent au gré des courants entre deux eaux. Une petite partie flotte un certain temps, et l'essentiel coule plus ou moins rapidement ou est ingéré par des organismes vivants. Dans tous les deux cas, ils peuvent parcourir de longues distances, parfois des milliers de kilomètres d'un continent à l'autre, poussés par les courants, vents et marées ou transportés dans le tube digestif ou l'organisme d'animaux qui peuvent en mourir. Les directions et les vitesses de déplacement dépendent de l’organisation générale des circulations atmosphériques et océaniques et font que les accumulations de ces plastiques marins présentent dans l'espace et le temps une grande hétérogénéité, qui varie aussi selon le type de polymère et sa source chronique ou évènement exceptionnel (tsunami par exemple),,.
La moitié des plastiques légers ou flottants en mer semblent se concentrer dans les cinq gyres océaniques, appelés à tort continents de plastique, car il s'agit principalement d'une « soupe » plus ou moins concentrée de microdéchets inférieurs à 5 mm, et non de macrodéchets. Ces microplastiques proviennent des macrodéchets déversés dans les océans (sacs, bouteilles, filets et autres bidons), mais aussi directement de rejets industriels, notamment dans les secteurs vestimentaire et cosmétique, qui en utilisent en grande quantité. Ces macrodéchets se dégradent, par photodégradation et par fracturation à la suite de la turbulence des vagues et des courants océaniques. Els mettent plusieurs années à atteindre les gyres.
Les mers fermées ne présentent pas de phénomènes de gyre, mais ne sont pas épargnées : ainsi, une étude des macrodéchets récupérés en 1994 par les filets de chalutiers du Nord-ouest méditerranéen, autour des côtes d'Espagne, de France et d'Italie a confirmé une forte concentration moyenne de déchets (1 935 macrodéchets/km2 en moyenne, constitués à 77 % de plastique, dont 93 % étaient des sacs en plastique).
Même l'Antarctique est concerné, en dépit de son éloignement des régions industrielles et habitées : de récents prélèvements faits par l'expédition Tara et analysés dans les laboratoires de l'Algalita Marine Research Foundation (en) mettent en évidence de 1 000 à 42 000 morceaux de plastique par km², soit une moyenne de 22 grammes par km².

### Répartition verticale (dans la colonne d'eau)
On a d'abord pensé que les plastiques peu denses flottaient ou voyageait juste sous la surface de l’eau pour se rassembler loin, dans les gyres de plastiques (ex. : « Great Pacific Garbage Patch ») où certains voudraient le récupérer.
En réalité, 99 % des plastiques arrivés en mer sont déjà sur les fonds marins, ou profondément descendu dans la colonne d’eau (alourdis par les organismes qui croissent dessus) ou pire, dégradés en micro- et nanodéchets de plastiques, qui sont alors facilement ingérés par des organismes vivants (dont bivalves et poissons consommés par l’Homme, éponges, etc., chez lesquels ils peuvent s’accumuler « provoquant parfois des problèmes neurologiques ou reproductifs »,,.
En 2011, on a estimé que les poissons du Pacifique Nord en ingèrent à eux seuls 12 000 tonne par an. Peu de temps auparavant, des chercheurs ont estimé que, dans l’océan mondial, environ 100 000 tonnes de plastique étaient en permanence « à l’intérieur » d’animaux vivants.
En utilisant dans la baie de Monterey un robot subaquatique pour échantillonner 26 239 litres d'eau de mer (à des profondeurs de 5 à 1 000 mètres), des chercheurs ont démontré qu’à 25 km de la côte, c’est entre 200 et 600 m de profondeur (base de la zone épipélagique ensoleillée) qu’il y en a le plus : près de quinze morceaux de plastique par litre d’eau, soit une quantité semblable à la quantité trouvée à la surface des gyres de plastiques. Tous les échantillons en contenaient, jusqu’à 1 km de profondeur (profondeur à laquelle l’étude s’est limitée). Environ 196 millions de tonnes de plastique pourraient déjà s'être déposées dans l'océan profond depuis 1950.
Les plus grandes concentrations de microplastiques flottants se trouvent dans les courants océaniques subtropicaux, encore appelés « gyres », où les courants de surface convergent vers une sorte d’impasse océanographique, mais « l'un des plus grands réservoirs de microplastiques marins actuellement sous-estimés pourrait être contenu dans la colonne d'eau et les communautés animales des grands fonds », conclue l’étude de 2019, qui précise que dans la Baie de Monterey, ces plastiques venaient essentiellement de la terre et peu des matériels de pêche.
On en trouve jusque dans les eaux souterraines arctiques.
Des chercheurs en océanologie parlent de « litière anthropique » marine.
Même dans les grands fonds marins, ils peuvent être ingérés (par des amphipodes par exemple) et contaminer le réseau tropique.
De plus, le transport de marchandises s'effectuant à 80 % par voie maritime, on retrouve fréquemment des déchets issus de cette activité, surtout près des grandes voies de navigation.

## Écotoxicité des granulés et autres microplastiques
Le volet écotoxicologique du phénomène de contamination générale de l'océan est devenu un sujet de recherche pour les scientifiques océanographes de par le monde.
Un chercheur hollandais a établi que 95 % des fulmars avaient du plastique dans l'estomac. Or ces polymères contiennent des stabilisants (plomb ou cadmium dans les PVC par exemple) et des colorants ou divers additifs toxiques qui sont libérés dans l'eau, puis dans l'estomac au fur et à mesure de l'érosion du plastique, ou à la suite de sa photodégradation (pour les objets flottants ou échoués).
La surface érodée peut absorber divers polluants ou être contaminée par des résidus de pétrole. Ces points sont développés plus bas.
Le bisphénol A, perturbateur endocrinien qui rend le plastique léger et plus transparent, a un effet déconcertant sur la génétique des escargots d'eau douce. Le système reproducteur des femelles escargot en est si atteint qu'elles en meurent. Il pourrait en être de même pour d'autres animaux marins[réf. souhaitée].

## Conséquences environnementales
En 2017, alors que le plastique est devenu omniprésent et que son usage continue à augmenter dans le monde, les données scientifiques démontrent que tous les compartiments de l'écosystème marin contiennent des micro- ou nanoplastiques. Des ingestions de plastiques par les animaux sont constatées dans presque tous les niveaux trophiques. Des preuves et indices s'accumulent, plaidant en faveur d'effets écologiques négatifs significatifs.

Le plastique blesse ou tue des organismes ou interfère avec leur métabolisme. S’il est ingéré, il peut avoir à la fois des effets physiques, des effets physico-chimiques, et des effets « éthologiques ». Ces effets sont directs ou indirects, immédiats ou différés, et s’étendent potentiellement du niveau subcellulaire à celui des populations et des écosystèmes ; ils diffèrent selon le type de plastique et l'espèce concernée, mais ils peuvent grossièrement être classés en trois catégories d'interactions :
1. enchevêtrement ;
2. ingestion ;
3. modification du comportement (l'interaction comportementale est une réponse induite par la présence de débris, allant de la simple collision, à une réponse à un effet de couverture, d'obstruction d’un abri, ou au contraire de fourniture d'un abri artificiel ou de substrat pour la croissance ou le transport d’individus ou de propagules)[34].

### Effets «physiques» sur les organismes et écosystèmes
85 % des nombreuses études sur les rencontres d'organismes vivant avec des débris marins (plastiques et autres) rapportent des cas d'enchevêtrement et/ou d'ingestion de débris, et au moins 17 % des espèces affectées étaient déjà classées comme quasi menacées à en danger critique d'extinction sur la liste rouge de l'UICN.
92 % des débris concernés par ces études étaient en plastique.
Si parfois les plastiques flottants semblent profiter à des animaux marins fixés qui trouvent là un nouveau « radeau » (comme dans le cas des Cirripèdes (balanes),), il est également fréquent qu'inversement des objets en plastique gênent, piègent, blessent, étranglent, noient et tuent de nombreux animaux ou des végétaux marins,.

#### Enchevêtrement dans les débris marins de plastique
C'est l'un des effets visibles et médiatisés du plastique perdu en mer. 85 % des études sur les rencontres avec des débris marins de tout type décrivent des situations d'enchevêtrement et/ou d'ingestion de débris.
344 espèces sont connues pour être ainsi piégées et souvent tuées par asphyxie ou noyade, dont 100 % des espèces de tortues marines, 67 % des espèces de phoques, 31 % des espèces de baleines et 25 % des espèces d'oiseaux de mer, alors que 89 espèces de poissons et 92 espèces d'invertébrés sont souvent trouvées morts ou agonisants dans des enchevêtrements dérivants en mer.
Ces enchevêtrements impliquent le plus souvent des cordes et filets en plastique ou d’autres engins de pêche abandonnés et/ou des éléments d’emballage (films, scotch, cerclage …) et tout type d’éléments plastique pouvant former des boucles ou enchevêtrements.
Conséquences : ces enchevêtrements induisent des lésions corporelles (blessures cutanées, des déformations corporelles) et souvent un handicap. Ce handicap affecte l’alimentation, le vol ou la nage et il augmente la vulnérabilité à la prédation. La mort lente par asphyxie, noyade ou inanition est courante.

#### Modification ou dégradation des habitats
Ces conséquences, bien que localement visibles, ont jusque dans les années 2010 reçu moins d'attention,,) mais font l'objet d'études, car le plastique (flottant, en suspension ou déposé) modifie localement des éléments physiques des habitats.
Par exemple :
- les habitats intertidaux là où ils sont recouverts de débris se voient pollués, privés de lumière et reçoivent moins d'oxygène[45]. Leurs niveaux d'évaporation et leur température en sont modifiées, de même que les effets du mouvement de l'eau sur et dans le substrat[46], au détriment des communautés macrobenthiques et méiobenthiques naturelles[47]. Sur les plages et l'estran, les déchets de plastiques peuvent modifier la perméabilité et la température du substrat sableux, au détriment des animaux dont le sexe de l'embryon sera déterminé par la température, comme chez certains reptiles[46]. Un effet de colmatage est parfois possible, observé jusqu'en Papouasie Nouvelle-Guinée[48]. 
Les macrodébris changent localement la disponibilité et la place des lieux de refuges ; ils offrent des surfaces d'accroche à des organismes fixés, qui sans eux ne seraient pas présents[49], comme en haute mer d'ailleurs[50],[51].
- L'alimentation d'espèces-clé en est perturbée (pour les espèces fouisseuses notamment, comme un gastéropode très courant de l'hémisphère sud : Nassarius pullus[52]) ;
- Les sacs plastiques et surtout les filets et entrelacs de fils de pêche s'accrochent facilement aux récifs coralliens tropicaux et subtropicaux, en les dégradant par abrasion, en faisant écran à la lumière et parfois en asphyxiant les coraux.
- Des micro- ou nanoplastiques pourraient endommager ou colmater les organes vitaux de certains animaux (filtreurs ou à branchies) qui filtrent plus ou moins passivement l'eau (gorgonies, éponges, milleporidés et coraux scléractiniens). De plus, ces organismes croissent parfois eux-mêmes sur des macrodéchets de plastiques et on ignore encore comment les plastiques, et les molécules qu'elles transportent ou relarguent, affectent leur intégrité et leur santé, et quelles sont leurs capacités de résilience[53],[54].

### Effets physiques et écotoxiques de l'ingestion
En 2020, il y a un consensus sur le fait que la pollution plastique affecte les chaines alimentaires :
1. par la bioaccumulation après ingestion de particules de plastique ;
2. via divers produits chimiques toxiques relargués par les plastiques. Les effets précis sur les processus écosystémiques sont encore à étudier, notamment dans les écosystèmes épipélagiques[55].

#### Ingestion de plastique par la faune marine
L'ingestion de macroplastiques, involontairement ou par confusion avec des proies, est un phénomène qui a été découvert (et scientifiquement décrit) à la fin des années 1960 chez des albatros trouvés morts d'inanition, l’estomac plein d’objets en plastique. Des débris ou objets de plastiques ont ensuite été trouvés dans l’estomac d’autres oiseaux et animaux marins. Beaucoup de ces animaux vivaient pourtant dans des environnements très éloignés des zones habitées (oiseaux marins, tortues de mer, lamantins, morses, cétacés…). Chez de nombreuses espèces, un estomac perpétuellement encombré de plastique induit probablement une fausse satiété (moindre appétit),.
Des plastiques pointus, coupants, ou trop gros pour le tube digestif peuvent perforer l’estomac ou l’intestin, provoquer des ulcères et entraîner la mort de l’animal qui les a ingéré. En 1975, en dépit d’un nombre croissant d’observations locales documentant des cas particuliers d'impacts (souvent mortels) de débris de plastique, un rapport du National Research Council des États-Unis sur les déchets marins a conclu que l'impact global de ces déchets était « principalement esthétique », faute de données disponibles à grande échelle. Depuis, des centaines d’articles scientifiques ont documenté chez environ 700 espèces d'animaux marins des effets mortels ou graves et fréquents. Vers 2010, de nombreuses espèces de poissons planctivores et pélagiques avaient des particules de plastique, Les micro- et nanoplastiques ont des gammes de tailles équivalentes à celles de ces organismes, et ils coexistent souvent dans la colonne d'eau. 95 % de 1 295 carcasses de fulmar boréal trouvées sur le rivage de la mer du Nord avaient du plastique dans leur estomac. Et parmi 626 baleines noires de l'Atlantique Nord photographiée en 29 ans, 83 % portaient des traces d'au moins un enchevêtrement dans une corde ou un filet (Knowlton et al. 2012). En 2015 le phénomène était avéré pour 233 espèces marines (100 % des espèces de tortues marines touchées, 36 % des espèces de phoques, 59 % des espèces de baleines et 59 % des espèces d'oiseaux de mer, ainsi que 92 espèces de poissons et six espèces d’invertébrés dont le contenu digestif avait été étudiés,.

En 2019, rien que pour les poissons marins, 93 articles ont de 1972 à 2019 documenté l'ingestion de plastique chez « 323 (65%) des 494 espèces de poissons » examinées ; et pour « 262 (67%) des 391 espèces de poissons commerciales examinées », sachant que ces taux sont sous-estimé en raison du faible effort d'échantillonnage et de méthodes analytiques (à l'œil nu, sous microscope, avec ou sans digestion chimique, etc.) encore imparfaites.
Le zooplancton lui-même n'est pas épargnés : dès 1988 on a démontré in vitro que des copépodes peuvent aussi ingérer des micro- et nanoplastiques en les confondant avec des microalgues. En 1990, il a été prouvé que diverses espèces de zooplancton discriminent plus ou moins bien les micro- ou nanoplastiques des algues qu'ils consomment normalement (souvent plus la particule de plastique est petite, plus elle risque d'être ingérée). On a montré en 2016 en utilisant la daphnie comme espèce-modèle que la santé du zooplancton est dégradée par l'ingestion de microbilles de plastiques (2 à 5 µm) et plus encore si le microdéchet a une forme complexe, mais avec des effets qui ne sont significatifs qu'à forte dose uniquement (quand le microplastique dépasse 70 % des particules en suspension) et qui varient selon la disponibilité en nourriture. On note (à forte dose) un allongement de la période entre les pontes, et une moindre reproduction et à forte dose, une mortalité élevée, tous effets qui n'existent pas pour des particules de kaolin de taille équivalente.
Depuis la fin des années 1960, les scientifiques ont aussi documenté un phénomène d'ingestion de microplastique chez des organismes marins fouisseurs,.
Tout cela suggère que la base du réseau trophique est déjà fréquemment ou largement contaminée,, plus qu'on ne le pensait.
Les déchets plastiques trouvés dans ces estomacs ou dans les organismes peuvent être des fibres, des billes, des objets ou de très petites particules (notamment retrouvées dans les moules et huîtres ou des bernacles en suspension). Dans des animaux de grande taille, on retrouve des objets de plus grande taille (ex. : 9 m de cordage, 4,5 m de tuyau, deux pots de fleurs et de grandes quantités de bâche plastique dans l'estomac d'un cachalot échoué). Des objets de taille moyenne (sacs de croustilles ou emballages de paquets de cigarettes) ont été retrouvés dans le tube digestif de gros poissons pélagiques.
De même, des fibres polymères de petit diamètre (jusqu'à moins de 100 μm) peuvent être confondus par des animaux avec de minuscules vers ou être ingérés involontairement. Ces fibres sont notamment issues des fils synthétique ou de tissus synthétiques, lors du lavage notamment, et on en retrouve jusque dans le sédiment marin.
Conséquences : Beaucoup d'animaux (mammifères et oiseaux notamment) ont un estomac qui ne peut évacuer de gros objets non digestibles. Au delà d'un certain volume, ces objets donnent alors à l'animal une sensation de satiété et/ou finissent par l'empêcher (physiquement) de manger. Il meurt alors d'inanition, ou il devient plus vulnérable à la prédation et à diverses sources accidentelles de mortalité à cause de sa sous-alimentation.

#### Dégradation du réseau trophique
Depuis la fin des années 1990, il y a un consensus sur le fait que la pollution plastique affecte les chaines alimentaires marins ; 1°) par la bioaccumulation après ingestion de particules de plastique, et 2°) via divers produits chimiques toxiques relargués par les plastiques. Les effets précis sur les processus écosystémiques sont encore à étudier, notamment dans les écosystèmes épipélagiques (par exemple Ryan & Branch 2012, Setälä et al. 2014).
In vitro (au laboratoire) on a montré dès 1988 que le zooplancton pouvait ingérer des microplastiques (par ex. De Mott 1988, Bern 1990, Cole et al.2013). Plus récemment on a montré que des microplastiques ingérés peuvent passer d'un niveau à l'autre de la pyramide alimentaire, par exemple en passant du niveaux trophiques des crustacés à ceux de ses consommateurs (Farrell et Nelson 2013). De même a-t-on détecté des molécules dérivées du plastique dans les cellules et tissus d'oiseaux marins qui avaient ingéré du plastique (ex. : chez le Fou brun (Sula leucogaster),
Enfin, en inhibant la capacité des microalgues à capter le carbone et produire de l'oxygène, les nanoplastiques en suspension peuvent dégrader la base de la pyramide alimentaire marine[réf. souhaitée].

#### Effets écotoxicologiques
Dans l'environnement (notamment quand ils se dégradent), les macro, micro- et nanoplastiques ne sont plus des objets physiques inertes. Ils deviennent des vecteurs de micro contaminants physiques, biologiques et chimiques, pour deux raisons :
1. la surface du plastique se charge de polluants (organique, métalliques, métalloïdes, organométalliques, etc.) notamment lors d'un séjour dans l'eau polluée d'un bouchon vaseux estuarien ou d'un sédiment ; ceci a été démontré in vitro et in situ, plus ou moins selon le type de plastique, selon leur degré d’usure, la présence éventuelle de biofilm, et selon la concentration de métaux dans le milieu (elle peut être élevée dans les sédiments de canaux, de ports et d’estuaires notamment) et selon le temps « temps d’enrichissement"[79],[80]. Les microplastiques présentent une sélectivité vis-à-vis de certains métaux lourds[79]. Certaines résines ont d'ailleurs une telle appétence pour les métaux ou d’autres polluants qu’on les utilise pour faire des capteurs passifs pour enregistrer et mesurer de la pollution[81].
Ainsi in vitro. (en laboratoire) des morceaux de chlorure de polyvinyle (PVC), de polypropylène, de polyéthylène, de polyamides et de polyformaldéhyde adsorbent du plomb et du cadmium, ainsi que du cuivre (métal très écotoxique pour les organismes marins) quand ils sont plongés dans une solution saline simulant de l’eau de mer polluée par ces métaux lourds : dans ces cas, l’absorption était la plus forte pour les particules de PVC et de PP (par rapport au PA, PE et POM). 
Lors d’expérience faite en mer dans des paniers suspendus dans l’eau près de la surface, les taux d'adsorption et la concentration de métaux lourds ont significativement[Quoi ?] selon les types de plastique et selon la teneur du milieu en métaux. L'absorbabilité du polypropylène et du PVC vis-à-vis du Pb et du Mn était fortement corrélée à la teneur de l’eau de mer en ces métaux. Le polypropylène adsorbe en outre les hydrocarbures aromatiques polycycliques (enrichissement d’un ordre de grandeur en un mois)[79]. Durant l’expérience la rugosité de la surface des microplastiques a changé de manière très différente selon les types de plastiques[79]. 
De Frond et ses collègues (2019) ont aussi étudié et comparé les masses de PCB « sorbés » sur les microplastiques prélevés dans deux zones côtières (Hong Kong et Hawaï) et dans deux zones océaniques (gyre du Pacifique Nord, le plus riche en plastiques au monde, et gyre sud-Atlantique, le moins chargé de plastique) ; montrant que cette masse est 85 000 fois plus élevée sur les plastiques trouvés sur 4,5 km de plage à Hong Kong, que dans un transect de taille équivalente dans le gyre du Pacifique Nord[82]. Ceci montre que régulièrement nettoyer les plastiques des rivages réduit efficacement la quantité de PCB et d’autres polluants adsorbés sur le plastique risquant de polluer les mers[82]. 
La sorption des produits chimiques de l'eau de mer aux particules de plastique et maintenant bien démontrée[83],[84],[85].
Beaucoup des contaminants s’adsorbant sur le plastique sont aussi persistants, bioaccumulables et toxiques ; Rochman et al. notaient à ce propos en 2013 que plus de 78 % des polluants prioritaires listés par l'US EPA sont associés aux débris en plastique trouvés en mer[86]. Les PBT par exemple, souvent hydrophobes se sorbent facilement sur le sédiments, sur la matière organique et sur les artefacts de plastique[80].
2. ils contiennent (et libèrent par lixiviation) des pigments et de nombreux additifs[87] souvent toxiques, écotoxiques ou perturbateurs endocriniens, contenus en quantité plus ou moins importante selon le type de plastique concerné. Les microplastiques pénètrent souvent dans l'océan avec des métaux lourds et des monomères ou des restes de catalyseur n'ayant pas réagi, des oligomères ainsi qu'avec des biocides[88] et des retardateurs de flamme (halogénés notamment)[89], ou des résidus de fabrication (ex. : antimoine dans le plastique des bouteilles de PET[90]).
Quand le plastique s’érode, ces molécules peuvent se lixivier et polluer l’eau ou contaminer les animaux qui ingèrent le plastique[82]. Une étude (2019) a évalué la masse des additifs entrant dans les océans en 2015 en tant que constituants de sept objets plastique les plus couramment trouvés sur les plages[91] « (bouteilles, capsules de bouteilles, contenants en polystyrène expansé, couverts, sacs d'épicerie, emballages alimentaires et pailles / agitateurs). », soit 190 tonnes de 20 d’additifs chimiques introduit en mer cette année là par ces seuls articles en plastique éparpillés sur les plages, quantité sous-estimée car, rappellent les auteurs, l'étude n'a pas pris en compte les pigments et encres ni certains additifs de ces plastiques (données non livrées par les industriels), et parce que ces plastiques sont destinés au contact alimentaire et donc a priori parmi les plus toxicologiquement neutres)[82]. 
En outre des produits tels que les fibres synthétiques des filtres de mégots de cigarettes se répandent en mer après qu'ils ont concentré des polluants issus de la fumée de tabac (ex. : « le microcrustacé Ceriodaphnia dubia ne parvient plus à se reproduire après 96 heures en présence de seulement 0,06 % de l’éluat réalisé à partir de mégots broyés. La croissance des micro-algues P. subcapitata, quant à elle, est paralysée après 72 heures en contact de 0,77 % de l’éluat. Ces essais écotoxicologiques conduisent également à attribuer aux mégots « la propriété de danger HP 14 (écotoxique) ».) »[92].

Ces faits préoccupent de plus en plus les biologistes marins,,.
La chimie des plastiques (en suspension ou ingérés) est encore balbutiante, de même que l'étude des cascades des produits de dégradation dans les systèmes biologiques et de la cinétique et du devenir final de ces molécules. Les seuils d'alerte sont encore à définir.

### Le cas des larmes de sirène

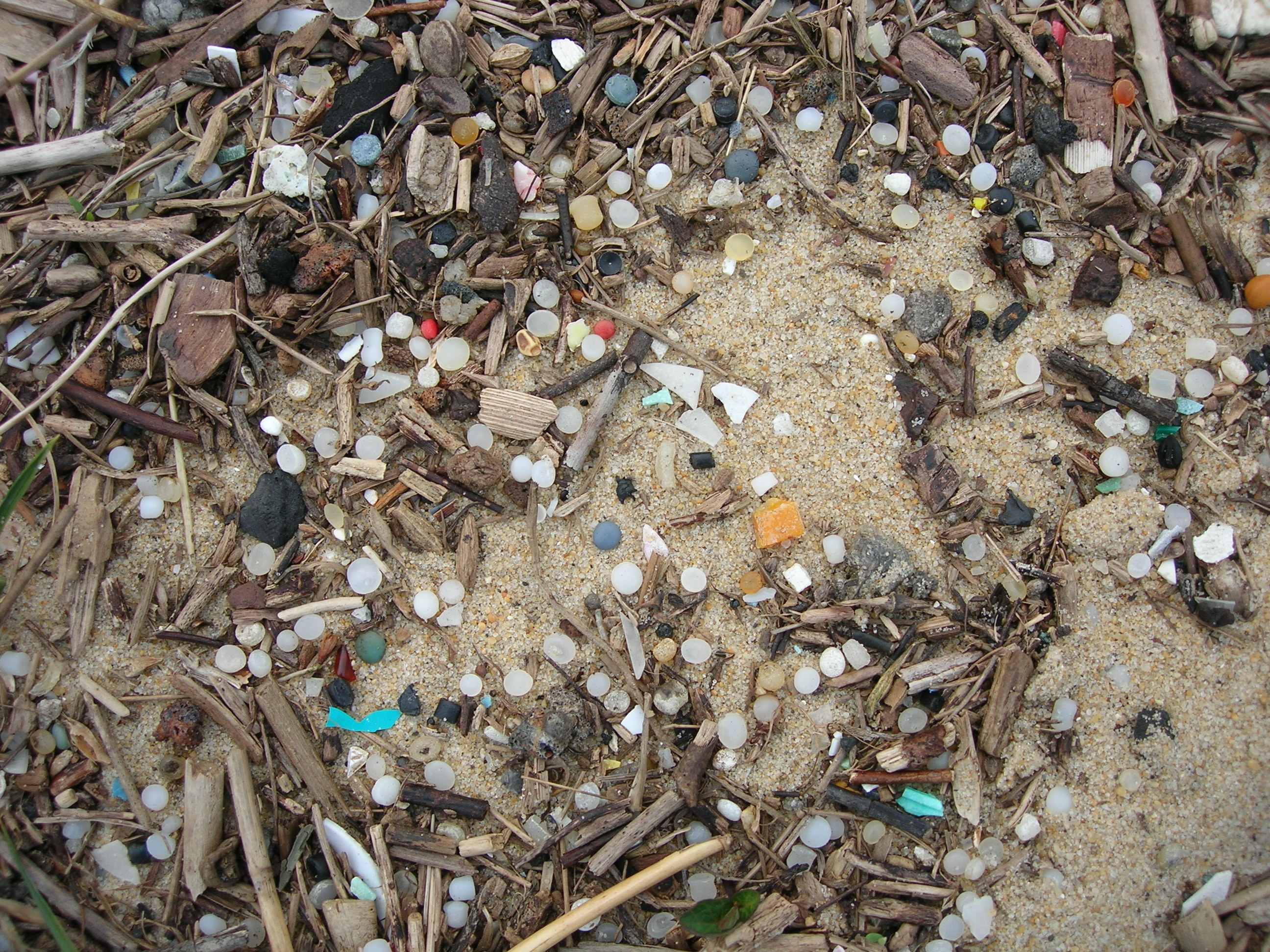
Larmes de sirène sur une plage du littoral français (photo prise en mars 2011).

Ces granulés plastiques d'origine industrielle, surnommés larmes de sirène (en anglais mermaid’s tears ou nurdles), font moins de cinq millimètres de diamètre et sont en forme de petite billes de pastille, de comprimé ou de cylindre. De couleur généralement blanchâtres et translucides, grisâtres ou jaunâtre, parfois ambrées ou noires, ils constituent la matière (semi-finie de base) utilisée en plasturgie. Ils sont déversés dans la nature par accident, inattention ou nonchalance. Une confusion existe avec les verres de mer appelés aussi parfois larmes de sirène.
Les larmes de sirène ne sont pas issus de la fragmentation ultime de déchets plastiques plus gros. Dans le milieu aquatique, ils gardent leur aspect manufacturé mais, sous l'action de l'érosion (de l'eau et des sédiments), ils s'érodent pour atteindre quelques micromètres. Ces granulés industriels sont couramment retrouvés dans les canaux et les fleuves qui les amènent en mer et sur le littoral.
De nombreux animaux les ingèrent en les confondant avec des œufs de poissons auxquels ils ressemblent. De plus, ces petits morceaux de plastiques adsorbent des substances toxiques tels que les PCB et d'autres polluants susceptibles d'agir comme des perturbateurs endocriniens et d'interagir avec les capacités de reproduction des poissons (agents féminisant, facteurs de délétion de la spermatogenèse, etc.).

### Le cas des sachets de plastique
Les sacs plastiques sont également nombreux en mer. Ils sont parfois avalés entiers ou sous forme de débris, car ils sont confondus avec des méduses ou une algue flottant entre deux eaux. Ils peuvent obstruer l'appareil digestif de poissons, tortues ou mammifères marins. Ces sacs en plastique ingérés peuvent alors provoquer la mort par famine de l'animal en limitant la circulation des aliments dans son tube digestif ou en entretenant une sensation de satiété, parce que l'estomac reste plein d'un volume non dégradable.
D'autres objets de plastique (briquets, cartouches et nombreux gadgets de plastiques et autres jouets d'enfants, etc.) sont ingérés par des animaux qui parfois en meurent. Il est possible qu'après un certain temps, ils soient couverts d'un biofilm et/ou d'œufs d'organismes marins, ce qui renforce l'appétence de certains animaux (dont l'albatros, qui se nourrit quasi exclusivement en pleine mer).
De nombreux animaux sont concernés par l'ingestion directe ou indirecte de plastique. L'ingestion est l'impact des macrodéchets qui touche le plus d'espèces animales en mer (avant l'étouffement et l'étranglement),. Ce constat scientifique permet d'évaluer la pollution du milieu marin où ils vivent. Par exemple, 94 % des Fulmars boréal retrouvés morts en mer du Nord ont du plastique dans l'estomac (Van Franeker et al., 2005).
L'approche « Fulmar-Litter-EcoQO » a été retenue comme un exemple pour la mise en œuvre de l'indicateur DCSMM 10.2.1 et l'évaluation du « bon état écologique » en Europe (Atlantique nord-est, zone maritime OSPAR). Des débris de plastique sont aussi retrouvés dans l'estomac de près de 80 % des tortues marines échouées dans le bassin méditerranéen occidental.

## Lutte contre la contamination plastique des océans
Depuis la fin des années 1990, on cherche des moyens, efficaces et économiquement supportables, pour « nettoyer » les océans de ce plastique.
En 2014, une étude a rassemblé seize questions de recherche jugées stratégiques et prioritaires par les chercheurs sur ce sujet. Ce travail s'est basé sur les dires d'experts de « 26 chercheurs du monde entier, dont l'expertise en recherche s'étend sur plusieurs disciplines et couvre chacune des océans du monde et des taxons les plus menacés par la pollution plastique ». Il en ressort qu'il est urgent et prioritaire d'étudier, réduire et gérer les effets des microplastiques et des débris fragmentés sur la faune marine, qu'il faut pour cela collecter une information à des échelles pertinentes, et étudier de manière interdisciplinaires les moyens de limiter à la fois la libération de plastiques dans l'environnement et les impacts futurs de la pollution plastique.
En complément du nettoyage des plages, des systèmes de collectes par barrières flottantes filtrantes sont testés pour récupérer des déchets flottants. Des tests ont été effectués en mer du Nord, près des cotes néerlandaises, et un prototype de 100 mètres de long installé en juin 2016 a montré de bons résultats. Mais on sait maintenant que les plastiques flottants ne représentent, en termes de masse et d'effets sur le réseau trophique subaquatique, que 1 % environ du problème.
Comme il semble impossible de nettoyer toute la mer, la seule hypothèse optimiste reste que les différentes politiques de gestion des déchets et de sensibilisation des populations porteront leurs fruits, et que les plastiques seront mieux confinés sur terre ferme.
Parmi les pistes proposées figure la conversion rapide de l'industrie du plastique à des plastiques organiques biodégradables non issus de la chimie du pétrole. Mais ceci n'effacera pas un siècle de plastiques de l'ancienne génération déjà déversés de poursuivre des effets induits sur l'environnement marin. Ces plastiques résistent durablement à l'assimilation du plastique. L'élimination du plastique non biodégradable à sa source reste la meilleure solution pour lutter contre cette pollution des océans. L'utilisation de matières pouvant subsister pendant plusieurs centaines d’années est jugé aberrant par un nombre croissant de personnes, qui plus est pour un usage unique (comme les emballages).

## Effet «positif» minime du plastique
Le plastique, s'il s'avère donc largement néfaste, aurait néanmoins un effet positif pour certains micro-organismes. D'après Chris Bowler, « dans les océans, le phytoplancton coule vers le fond. Mais dans les gyres où se trouvent les plaques de déchets, il se fixe sur des petites particules de plastique, qui le maintiennent à la surface. Il est donc plus exposé au rayonnement solaire, ce qui augmente le taux de photosynthèse. L'hypothèse sur laquelle nous travaillons est celle d'une plus forte absorption du dioxyde de carbone (CO2) de l'atmosphère. »[réf. nécessaire]
Ces déchets accroissent donc une forme de pollution nocive pour le réseau trophique mais entretiennent paradoxalement une rétroaction négative sur le réchauffement climatique,.

## Réactions juridiques
Certains pays ou régions du monde ont interdit l'usage des sacs plastiques dans les supermarchés ou de certains objets jetables, ou s'apprêtent à le faire. Des entreprises sont auto-limitées, par exemple en utilisant des cabas proposant ou des sacs en papier.

## Questions scientifiques
Selon une étude de 2014, les chercheurs issus de multiples disciplines doivent améliorer la connaissance sur les sous-thèmes suivants :
- impacts sur l'état physique des principaux habitats marins ;
- impacts sur le fonctionnement des réseaux trophiques ;
- risques de transfert d'espèces non indigènes (potentiellement invasives, pathogènes, etc.) ;
- effets sur les espèces, et sur les populations, à qualifier, mais aussi à quantifier ;
- impacts directs et indirect des effets d'enchevêtrement, qui piègent ou affectent de nombreux animaux ;
- modification éventuelles des effets de la pollution par le plastique des océan induites par le dérèglement climatique ;
- traçabilité/sources des plastiques retrouvés en mer ;
- mécanismes de transport et de dépôt ;
- cartographie de ces phénomènes, étude des facteurs créant des concentrations élevées de plastique en mer ;
- caractéristiques physicochimiques des plastiques expliquant leur persistance dans le milieu marin ;
- méthode de quantification de cette pollution dans les habitats marins et littoraux ;
- obstacles et stratégies possibles pour une éducation et une sensibilisation efficace à ce sujet ;
- coûts socioéconomiques dans les habitats marins et côtiers ;
- coûts et avantages d'une mitigation et critères de viabilité des solutions proposées ;
- amélioration de l'intégration des données pour évaluer et affiner la gestion de la pollution plastique ;
- alternatives au plastique.

## Voir aussi

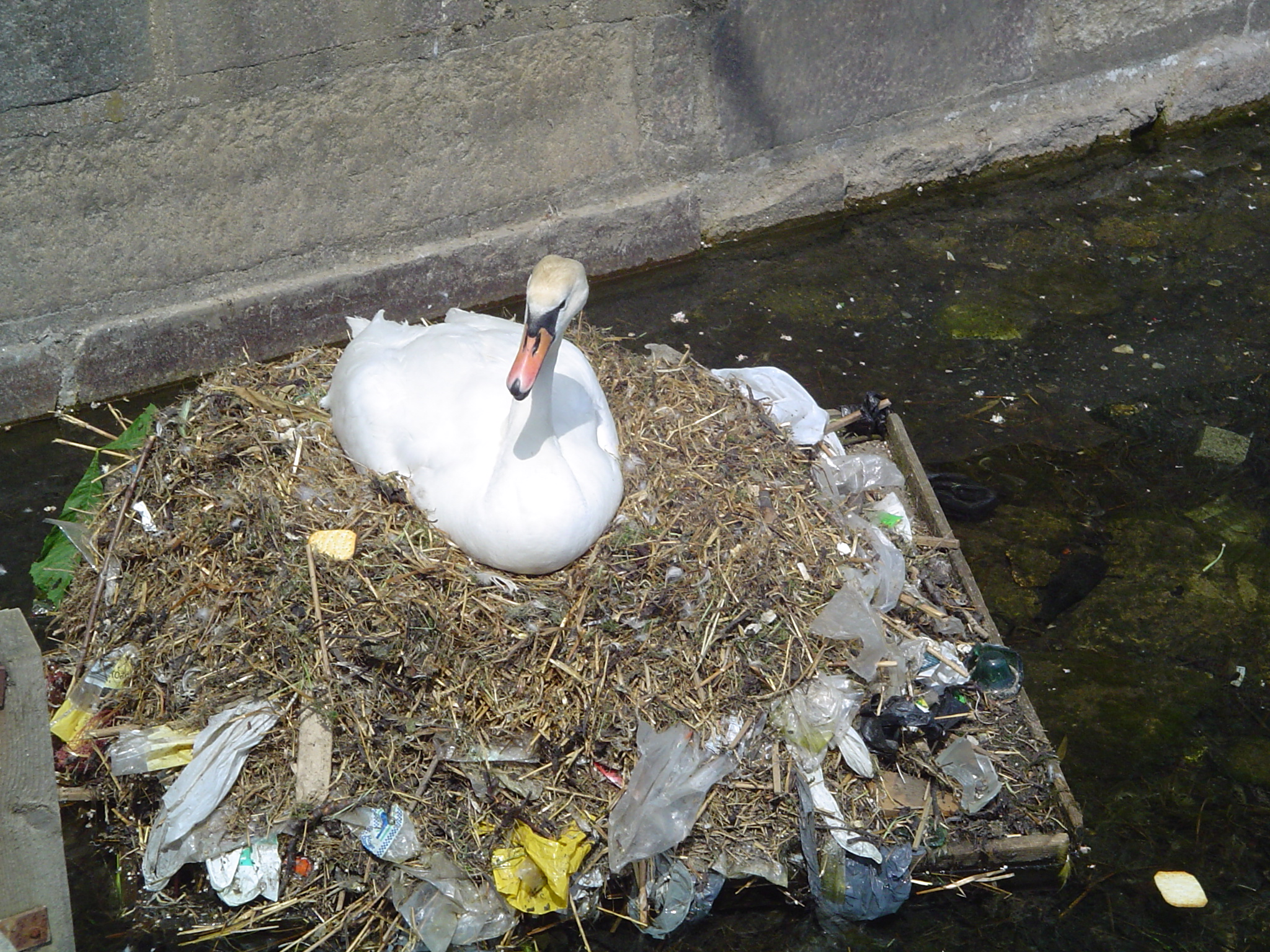
Ce cygne tuberculé a confectionné son nid en partie au moyen de déchets plastiques.

### Documentaire
- Océans, le mystère plastique[109] de Vincent Pérazio (2016)